# Papamosques cul-roig
El papamosques cul-roig (Eumyias ruficrissa) és una ocell de la família dels muscicàpids (Muscicapidae). endèmic de les illes de Java i Borneo (estats d'Indonèsia i Malàisia). Habita els boscos tropicals i subtropicals de frondoses humits de l'estatge montà entre 900m i 2.600m.
Segons el Handook of the Birds of the World i la quarta versió de la BirdLife International Checklist of the birds of the world (Desembre 2019), aquest tàxon tindria la categoria d'espècie. Tanmateix, altres obres taxonòmiques, com la llista mundial d'ocells del Congrés Ornitològic Internacional (versió 11.2, juliol 2021), consideren encara com a subespècies del papamosques anyil (Eumyias indigo) les respectives poblacions de Sumatra (E.i. ruficrissa) i de Borneo (E.i. cerviniventris).